# Philip Deignan
Philip Deignan (Letterkenny, 7 september 1983) is een voormalig Iers wielrenner die gereden heeft AG2R, Cervélo, Team RadioShack en Team Sky. Hij boekte met de zeventiende etappe in de Ronde van Spanje van 2009 zijn belangrijkste zege.

## Overwinningen
2004
2e en 5e etappe Ronde van de Isard
Eindklassement Ronde van de Isard
2005
Ronde van de Doubs
2009
17e etappe Ronde van Spanje
2013
Eindklassement Ronde van de Gila

## Resultaten in voornaamste wedstrijden
| Jaar | Ronde van Italië | Ronde van Frankrijk | Ronde van Spanje |
| ---- | ---------------- | ------------------- | ---------------- |
| 2005 |                  |                     |                  |
| 2006 |                  |                     |                  |
| 2007 |                  |                     | 71e              |
| 2008 | 79e              |                     |                  |
| 2009 | 56e              |                     | 9e (1)           |
| 2010 |                  |                     | opgave           |
| 2011 | 47e              |                     |                  |
| 2012 |                  |                     |                  |
| 2013 |                  |                     |                  |
| 2014 | 43e              |                     | 39e              |
| 2015 |                  |                     |                  |
| 2016 | opgave           |                     |                  |
| 2017 | 37e              |                     |                  |

| Jaar | Amstel Gold Race | Luik-Bast.‑Luik | Ronde van Lombardije | Waalse Pijl | Clásica San Sebastián |  | WK op de weg |  | Wereldranglijsten |
| ---- | ---------------- | --------------- | -------------------- | ----------- | --------------------- |  | ------------ |  | ----------------- |
| 2005 |                  | 79e             |                      | 120e        |                       |  |              |  |                   |
| 2006 | opgave           | opgave          | 58e                  | 113e        |                       |  | opgave       |  |                   |
| 2007 |                  |                 | 40e                  |             |                       |  | opgave       |  |                   |
| 2008 |                  |                 |                      |             |                       |  | opgave       |  |                   |
| 2009 | 82e              | 44e             | 40e                  | 116e        |                       |  | 40e          |  | 75e (UWK)         |
| 2010 | opgave           | 126e            |                      | opgave      | opgave                |  |              |  |                   |
| 2011 | 44e              | 89e             | opgave               | 23e         | 68e                   |  |              |  | 179e (UWT)        |
| 2012 |                  |                 |                      |             |                       |  |              |  |                   |
| 2013 |                  |                 |                      |             |                       |  |              |  |                   |
| 2014 |                  |                 | 88e                  |             |                       |  | opgave       |  | 92e (UWT)         |
| 2015 | opgave           | opgave          |                      | opgave      |                       |  |              |  |                   |
| 2016 |                  |                 |                      |             |                       |  |              |  |                   |
| 2017 |                  |                 |                      |             |                       |  |              |  | 333e (UWT)        |

## Ploegen
- 2005 –  AG2R Prévoyance
- 2006 –  AG2R Prévoyance
- 2007 –  AG2R Prévoyance
- 2008 –  AG2R La Mondiale
- 2009 –  Cervélo TestTeam
- 2010 –  Cervélo TestTeam
- 2011 –  Team RadioShack
- 2012 –  UnitedHealthcare Pro Cycling
- 2013 –  UnitedHealthcare Pro Cycling Team
- 2014 –  Team Sky
- 2015 –  Team Sky
- 2016 –  Team Sky
- 2017 –  Team Sky
- 2018 –  Team Sky

Wielerploegen van Philip Deignan
Astarloza ·
Calzati · 
Chaurreau ·  
Deignan ·  
Dessel ·
Dumoulin · 
Flickinger ·
Gerrans · 
Goubert · 
Krivtsov ·
Loubet ·
Mangel · 
Mondory ·
Nazon ·
Oesaw · 
Oriol · 
Portal ·
Pütsep · 
Riblon ·
Scanlon ·
Turpin · 
Vaitkus ·
Mandri (stagiair) ·   
Poulhiès (stagiair) ·
Sonnery (stagiair) 
Arrieta ·
Astarloza ·
Calzati · 
Chaurreau ·  
Deignan ·  
Dessel ·
Dion ·
Dumoulin · 
Dupont ·
Gadret ·
Gerrans · 
Goubert · 
Krivtsov ·
Loubet ·
Mancebo (tot 30/06) ·
Mangel · 
Mondory ·
Moreau ·
Naibo ·
Navas ·
Nazon ·
Oesaw · 
Poulhiès ·
Pütsep · 
Riblon ·
Scanlon ·
Turpin · 
Vaitkus ·
Aulas (stagiair) ·
Ebrard (stagiair) ·
Rousseau (stagiair) · 
Sonnery (stagiair) 
Arrieta ·
Calzati · 
Deignan ·  
Dessel ·
Dion ·
Dumoulin · 
Dupont ·
Elmiger ·
Gadret ·
Gerrans · 
Goubert · 
Krivtsov ·
Loubet ·
Mandri ·
Mangel · 
Mondory ·
Moreau ·
Naibo ·
Navas ·
Nazon ·
Nocentini ·
Oesaw · 
Poulhiès ·
Riblon ·
Rousseau · 
Sonnery ·
Turpin · 
Kangert (stagiair) ·
Moucheraud (stagiair) ·
Sénac (stagiair) 
Arrieta ·
Calzati · 
Deignan ·  
Dessel ·
Dion ·
Dupont ·
Edaleine ·
Elmiger ·
Gadret ·
Goubert · 
Jefimkin · 
Kangert ·
Krivtsov ·
Loubet ·
Mandri ·
Mangel · 
Mondory ·
Nazon ·
Nocentini ·
Oesaw · 
Pineau ·
Pliușchin ·
Poulhiès ·
Riblon ·
Rousseau · 
Sénac ·
Sonnery ·
Turpin · 
Valjavec ·
Vandenbergh · 
Bérard (stagiair) ·
Bonnafond (stagiair) ·
Kadri (stagiair)  
Cuesta · Deignan · Fleeman · Florencio · Gerrans · Gómez Marchante · Hammond · Haussler · Hoestov · Hunt · Hushovd · King · Klier · Konovalovas · Lancaster · Lloyd · Novoa · Pauwels · Pujol · Rasch · Reimer · Rollin · Roulston · Sastre · Wyss · Appollonio (stagiair)
Appollonio · Bos · Cuesta · Correia · Deignan · Denifl · Florencio · Hammond · Haussler · Hoestov · Hunt · Hushovd  · King · Klier · Konovalovas · Lancaster · Lloyd · Novoa · Pujol · Rasch · Reimer · Rollin · Sastre · Tondó · Wyss · Teklehaimanot (stagiair) · Wetterhall (stagiair)
Armstrong (tot 16/02) ·
Beppu ·
Bewley ·
Brajkovič ·
Busche ·
Cardoso ·
Deignan ·
Hermans ·
Horner ·
Hunter ·
Irizar ·
King ·
Klöden ·
Kwiatkowski ·
Leipheimer ·
Lequatre ·
Machado · 
McCartney ·
McEwen ·
Moeravjov ·
Oliveira ·
Paulinho ·
Popovytsj ·
Rast ·
Rosseler ·
Rovny ·
Selander ·
Sergent ·
Zubeldia ·
Bennett (stagiair) ·
Parker (stagiair) ·
Sjaloenov (stagiair) 
Boasson Hagen · Boswell · Cataldo · Deignan · Dombrowski · Earle · Edmondson · Eisel · Froome · Seb. Henao · Ser. Henao · Kennaugh · Kiryjenka · Knees · López · Nieve · Pate · Porte · Puccio · Rasch · Rowe · Siwtsow · Stannard · Sutton · Swift · Thomas · Tiernan-Locke · Wiggins   · Zandio
Boswell · Deignan · Earle · Eisel · Fenn · Froome · Seb.Henao · Ser.Henao · Kennaugh · Kiryjenka   · Knees · König · López · Nieve · Nordhaug · Pate · Poels · Porte · Puccio · Roche · Rowe · Siwtsow · Stannard · Sutton · Swift · Thomas · Viviani · Wiggins   (tot 12/04) · Zandio · Geoghegan Hart (stagiair) · Peters (stagiair)
Boswell · Deignan · Fenn · Froome · Gołaś · Seb.Henao · Ser.Henao · Intxausti · Kennaugh · Kiryjenka   · Knees · König · Kwiatkowski · Landa · López · Moscon · Nieve · Nordhaug · Peters · Poels · van Poppel · Puccio · Roche · Rowe · Stannard · Swift · Thomas · Viviani · Zandio · Doull (stagiair)
Boswell · Deignan · Dibben · Doull · Elissonde · Froome · Geoghegan Hart · Gołaś · Seb. Henao · Ser. Henao · Intxausti · Kennaugh · Kiryjenka · Knees · Kwiatkowski · Landa · López · Moscon · Nieve · Poels · van Poppel · Puccio · Rosa · Rowe · Stannard · Thomas · Viviani · Wiśniowski
van Baarle · Basso · Bernal · Castroviejo · de la Cruz · Deignan · Dibben · Doull · Elissonde · Froome · Geoghegan Hart · Gołaś · Halvorsen · Seb. Henao · Ser. Henao · Intxausti · Kiryjenka · Knees · Kwiatkowski · Lawless · López · Moscon · Poels · Puccio · Rosa · Rowe · Sivakov · Stannard · Thomas · Wiśniowski